# قشدة شائكة
القشدة الشائكة أو القشطة الشائكة أو الغرافيولا شجر ذو ثمر حمضي المذاق. وهي أشجار من العائلة الحشوية أو الحرشفية والتي ينتمى إليها نبات القشطة والنونى والأناناس وغيرهم الغرافيولا هي أشجار صغيرة الحجم يصل ارتفاعها ما بين 5 – 6 متر وتحمل أوراق لامعة شديدة الخضرة، وتنتج نوع من الثمار كبير الحجم، قلبى الشكل، ذات قطر مابين 15 – 20 سنتيمتر، وتلك الثمار صالحة للطعام، ذات لون أخضر مائل إلى الصفرة، بداخلها نسيج لحمى أبيض وتلك الثمار توجد بكثرة في أسواق المناطق الاستوائية المطيرة، وفي جنوب شرق آسيا، وأمريكا الجنوبية بما فيها البرازيل حيث تسمى هناك بالجرافيولا .[بحاجة لمصدر]

## الاستخدامات الطبية
تنشر الكثير من المواقع إعلانات لترويج الفاكهة أو مواد مستخلصة من الفاكهة أو شجرتها لاستخدامها في علاج السرطان، لكن هذا الاستخدام لا يستند إلى دليل علمي ولم تثبت فعاليته الفاكهة أصلا. ولذا بحسب قانون المملكة المتحدة فإن الترويج الغرافيولا علاجا للسرطان هو جريمة.

## صور

ثمرة غرافيولا في دولة عربية
ثمرة غرافيولا في تايلاند